# 덴마크의 동성결혼
덴마크에서 동성결혼은 2012년 6월 15일부터 합법으로, 동성결혼 허용법은 헬레 토르닝슈미트 총리의 정부 내각에 의해 입법되어 2012년 6월 7일 덴마크 의회를 통과하였고 6월 12일 왕실의 재가를 받았다. 덴마크는 1989년에 세계 최초로 시민결합 제도를 도입했던 나라로, 동성결혼은 세계에서 11번째로 허용한 나라이다.
페로 제도와 그린란드는 덴마크 자치령으로, 결혼법에 있어서도 독립적이다. 그린란드 자치정부의 의회는 2015년 5월 26일 만장일치로 동성결혼 법안을 가결하였고, 2016년 1월 19일 덴마크 의회의 비준을 거쳐 2016년 4월 1일부터 시행하고 있다. 페로 제도 의회는 2016년 4월 의회에서 동성결혼 법안을 가결하여 현재 덴마크 의회의 비준을 기다리고 있다.

## 역사

### 덴마크 본토

#### 시민결합
시민결합(덴마크어: registreret partnerskab)은 1989년 6월 8일 덴마크에서 세계에서 처음으로 법이 되어 1989년 10월 1일부터 효력을 발휘하였다. 이후 세 번에 걸쳐 시민결합 제도가 보장하는 분야를 확장하려는 시도가 각각 2003년 5월과 2003년 6월, 2006년 6월에 있었으나, 국회의 문턱을 넘지 못하였다. 결국 2009년 6월과 2010년 5월에 개정안이 통과하였다.
덴마크의 시민결합 제도는 기성 결혼 제도와 매우 흡사하였으나, 신고서에 성별을 쓰지 않아도 되는 것과 타국과의 상호 협정에서 양국 모두 동의하지 않았을 경우의 인정 범위를 제외하는 점이 달랐다. 2006년부터 레즈비언 커플의 인공수정을, 2010년 7월 1일부터 시민결합 커플의 입양권을 보장하였다. 덴마크 국교회는 사제들에게 동성 커플의 시민결합의 축복을 허용하였다.
2012년 6월 15일 덴마크에서 동성결혼이 허용됨에 따라 시민결합 제도는 폐지, 대체되었다.

#### 동성 결혼
덴마크 최초의 동성 결혼 법안은 2006년 사회자유당 의원 5명이 발의한 것으로, 당시의 보수 연립 정부의 반대에 의해 무산되었다. 2008년 1월 사회자유당 소속의 로네 뒵켸르 의원은 다시 한번 동성 결혼 합법화를 주장하였다. 당시 연립 정부를 이루고 있던 좌파당 소속의 코펜하겐의 부시장 피아 알러슬레흐도 동성 결혼을 지지하였고, 곧 이어 코펜하겐의 시장인 리트 볘레가르도 공개적으로 동성결혼을 지지한다고 밝혔다.
2010년 6월 야당이 발의한 동성결혼 법안이 의회에서 다시 논의되었지만, 찬성 52표 반대 57로 부결되었다.
2011년 10월 새로 입각한 헬레 토르닝슈미트 정부의 성평등부 및 교회부 장관 마누 사렌은 2012년 상반기에 동성 결혼을 합법화할 계획이라고 밝혔다. 2012년 1월 18일 정부는 두 개의 법안을 대중에 공개하였다. 한 법안은 결혼의 법적 정의를 성 중립적으로 바꾸는 것이였고 다른 하나는 덴마크 국교회에서 동성 결혼 주례를 허용할 수 있게 하는 것이였다. 동성 결혼 주례를 원치 않는 사제는 결혼식을 거부할 수 있도록 허용하였다. 기존의 시민결합은 결혼 제도로 자동 대체 및 폐지 된다. 두 법안은 2012년 2월까지 협의과정을 거쳤다.
2012년 3월 14일 정부는 두 법안을 국회에 발의하였고, 2012년 6월 7일 의회 승인을 거쳐 6월 12일 왕실의 재가를 받았다. 새 법은 2012년 6월 15일부터 효력을 발휘하였다. 당시 원외 정당이던 덴마크 인민당과 기민당이 동성결혼 합법화에 반대하였다. 법에 따르면 덴마크 국교회의 사제는 동성결혼 집례를 거부할 수 있으나, 지역 주교는 주례를 해줄 다른 사제를 소개해줄 의무가 있다.

### 그린란드
덴마크의 시민결합 제도는 1996년 4월 26일 그린란드에서 효력을 발휘하였다. 덴마크의 동성 결혼 법은 그린란드 자치정부의 지지를 받았으며, 2014년 상반기에 같은 법안을 그린란드에도 도입하기 위해 의회에서 논의하기로 하였으나 그린란드의 조기 총선으로 인해 무기한 연기되었다. 그린란드 의회는 2015년 3월 25일 첫 독회를 거쳐 5월 26일 두번째 독회에서 만장일치로 동성결혼 법안을 승인하였다. 법안은 2015년 1월 19일 덴마크 의회의 비준을 받았다. 새 법은 2016년 4월 1일부터 효력을 발휘하였으며, 그린란드의 시민결합 제도도 덴마크 본토와 마찬가지로 2016년 4월 1일부터 결혼 제도로 자동 대체 및 폐지된다.

### 페로 제도
덴마크의 시민결합 제도는 페로 제도에 도입되지 않았고, 노르딕 국가들 중 동성 커플의 동반자 관계를 법적으로 인정하지 않는 유일한 지역이다. 덴마크 본토의 개정된 결혼 제도를 페로 제도에도 도입하기 위해 2013년 11월 20일 페로 제도의 입법부인 뢱팅에 법안이 발의되었다. 하지만 당시 페로 제도 자치 정부의 연립 정당들은 동성 결혼에 반대하고 있었고, 법안은 2014년 3월 13일 2차 독회에서 부결되었다. 결과적으로 동성 결혼은 2015년 페로 제도 총선에서 중요 정치 토론 주제 중 하나가 되었다.
2015년 9월 24일 무소속 의원인 소냐 요그반스도티와 공화당의 뵈르트 사무엘센, 사민당의 크리스티안나 포울센, 진보당의 한나 옌센이 공동으로 동성 결혼 법안을 의회에 입법하였다. 법안은 2015년 11월 17일 본회의에 상정되어, 2015년 11월 24일 1차 독회를 거쳤다. 본 법안은 2016년 4월 26일 2차 독회에서 찬성 19표 반대 14표로 통과되었다. 4월 29일에는 3차 독회를 통과하여, 이제 덴마크 국회의 승인과 왕실의 재가를 받으면 효력을 발휘한다.

## 여론
2012년 12월과 2013년 1월 사이에 실시된 YouGov의 설문 조사 결과에 의하면 응답자의 79%가 동성결혼에 찬성을, 16%가 동성결혼에 반대를 하고 있는 것으로 나타났다.
2013년 4월의 갤럽이 페로 제도에서 실시한 여론 조사에서는 68%가 동성결혼에 찬성을, 27%가 동성결혼에 반대하였다. 모든 행정 구역과 전 세대에서 과반 이상의 응답자가 동성결혼에 찬성하였다.
2014년 8월 페로 제도에서 600명을 대상으로 실시한 여론조사에서 61%가 동성결혼에 찬성을 32%가 반대, 7%가 모른다고 답변하였다.